# (19960) 1986 CN1
(19960) 1986 CN1 là một tiểu hành tinh vành đai chính. Nó được phát hiện bởi Henri Debehogne ở Đài thiên văn La Silla ở Chile ngày 3 tháng 2 năm 1986.